# 掩体壕

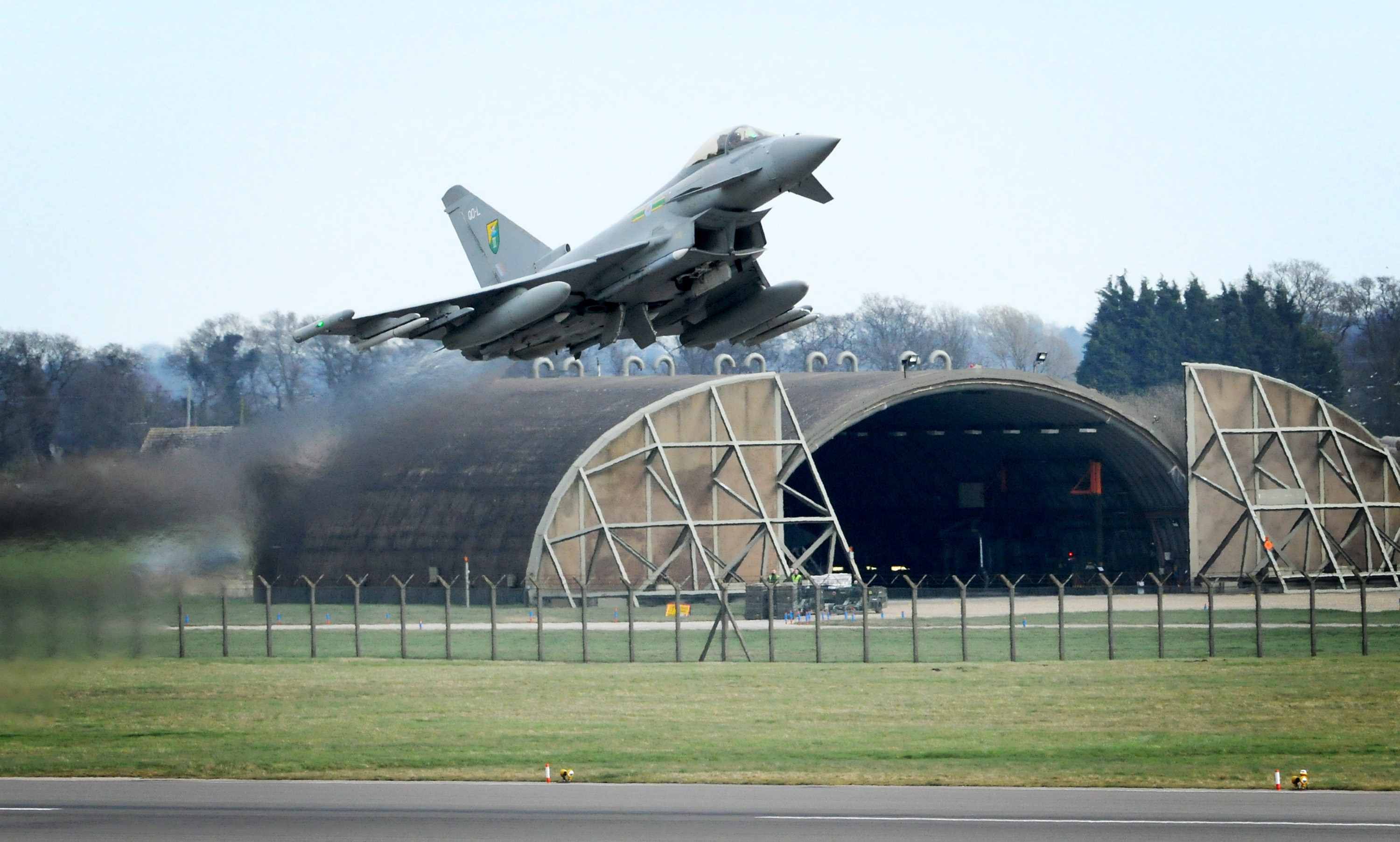
イギリス空軍の掩体壕と離陸するタイフーン

掩体壕（えんたいごう、英:bunker）は、防御設備である掩体の1種で、軍用機などの装備・物資や人員を、敵の攻撃から守るためにコンクリートなどで造った横穴状の施設。欧米ではHAS（Hardened Aircraft Shelter）と呼ばれる。
現代の掩体壕は、アーチ型の鉄筋コンクリート製で、場合によっては左右に開閉する鋼鉄の扉が設置される。コストと強度上の問題から通常1機の戦闘機を格納する。1機ずつ分散して格納することで防護能力を向上する狙いもある。

## 来歴
地上に駐機している航空機は爆弾、ミサイル、手榴弾、ドローンなどの攻撃に非常に脆弱である。

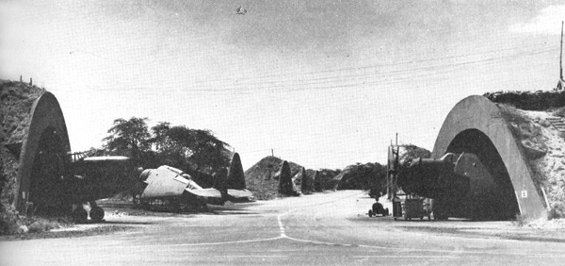
オアフ島のコンクリート製掩体壕

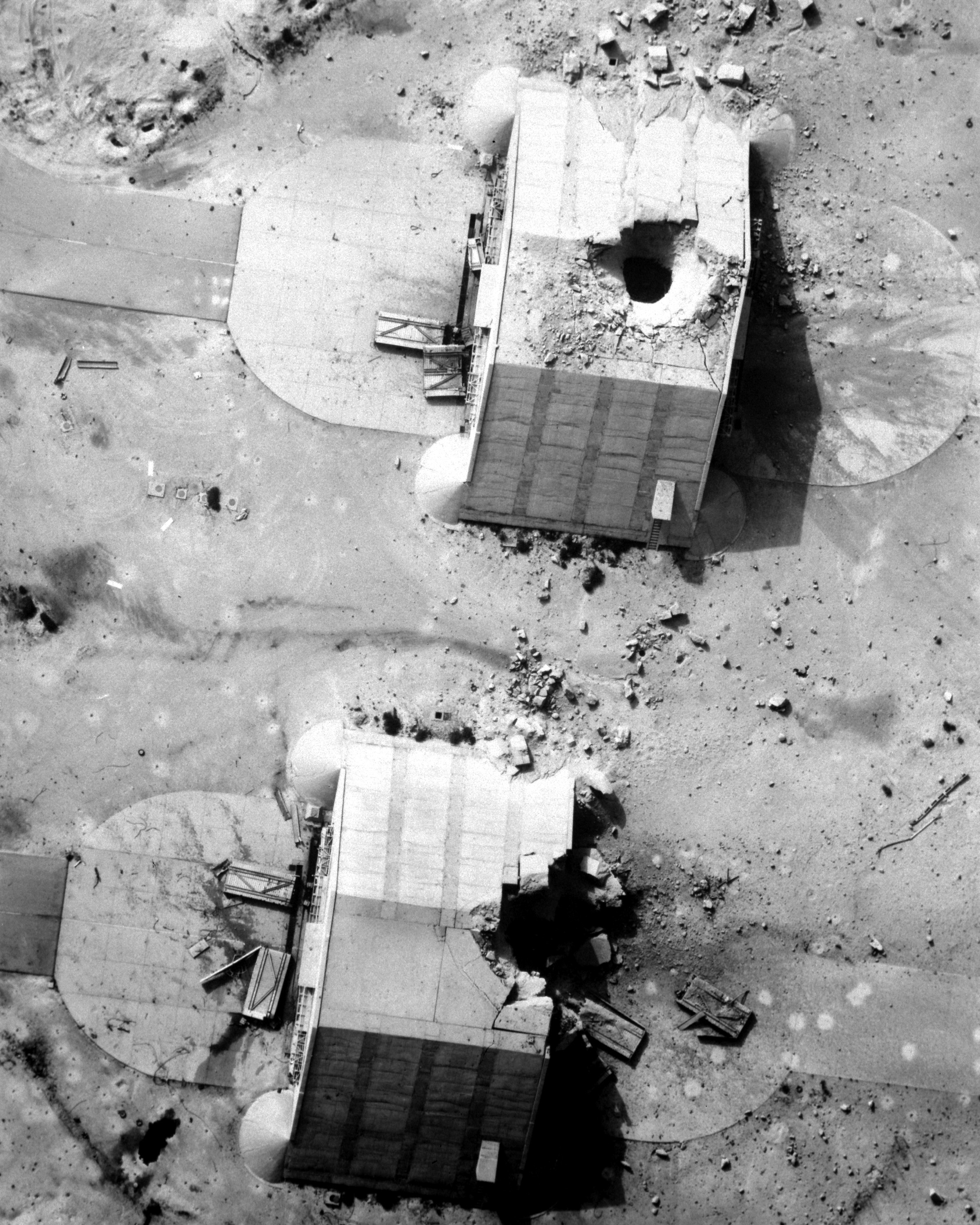
湾岸戦争で破壊されたイラクの掩体壕

1941年、独ソ戦において、ドイツ空軍の奇襲攻撃によりソ連空軍機2,000機が地上で撃破、真珠湾攻撃では、日本軍の攻撃によりアメリカ軍機48機が破壊された。これを受けてオアフ島には約50のコンクリート製掩体壕が建設された。
1967年の第3次中東戦争では、エジプト空軍機450機がイスラエル空軍に地上で破壊され無力化された。この出来事をきっかけに爆弾を搭載した1機の戦闘機でも、敵空軍基地に駐機された多数の軍用機を無力化できることが明らかになり、鉄筋コンクリート製の掩体壕が開発、設置された。また一部の国では地表の掩体壕だけでなく、地下格納庫が建造された。冷戦終結後、スウェーデン、アルバニア、スイスは運用を終了したが、台湾、中国、イランなどでは現在も運用されている。またノルウェーではF-35の配備に合わせ、バルドゥフォス航空基地での山岳格納庫の運用を、2024年、40年ぶりに復活させた。
冷戦終結後、精密誘導兵器の出現により掩体の有用性は低下している。実際、湾岸戦争では連合軍の航空機がイラクのHASの半数以上を破壊しており、このことが証明されている。

## 特徴

### メリット
- 化学兵器を含む兵器による攻撃を防御できる。
- 敵偵察衛星や偵察機による航空機の駐機確認を防げる。
- 天候に左右されず、比較的安全な条件下での航空機の整備を可能にする。
- 核兵器を含む兵器も収容でき、兵器の使用準備の偵察も防げる。（NATOの武器保管及びセキュリティシステム（英語版））

### デメリット
- 地上に固定設置されるため、再配置が困難
- 高価格である。1999年、米空軍は航空機1機用のシェルターに400万ドルを支出した（これには航空機のスペアパーツやその他の装備品、指揮統制などのためのHASの費用は含まれていない）。
- 航空機の掩体壕を強化しても、空軍の要員を保護することはできない。湾岸戦争では、航空作戦に必要な要員は数千人に達し、テントに収容されていたためミサイル攻撃に脆弱だった。
- 掩体壕は小型であり、戦略輸送機や大型偵察機のような大型機を収容できない。
- 建設に時間がかかるため、戦闘が予想される地域では早期に建設を計画する必要がある。湾岸戦争と2003年のイラク戦争では、連合軍の航空機の多くがHASではなく通常の格納庫に駐機された。
- 貫通力の高い精密誘導弾（地中貫通爆弾など）の普及により、有用性が低下している。

## 各国の運用

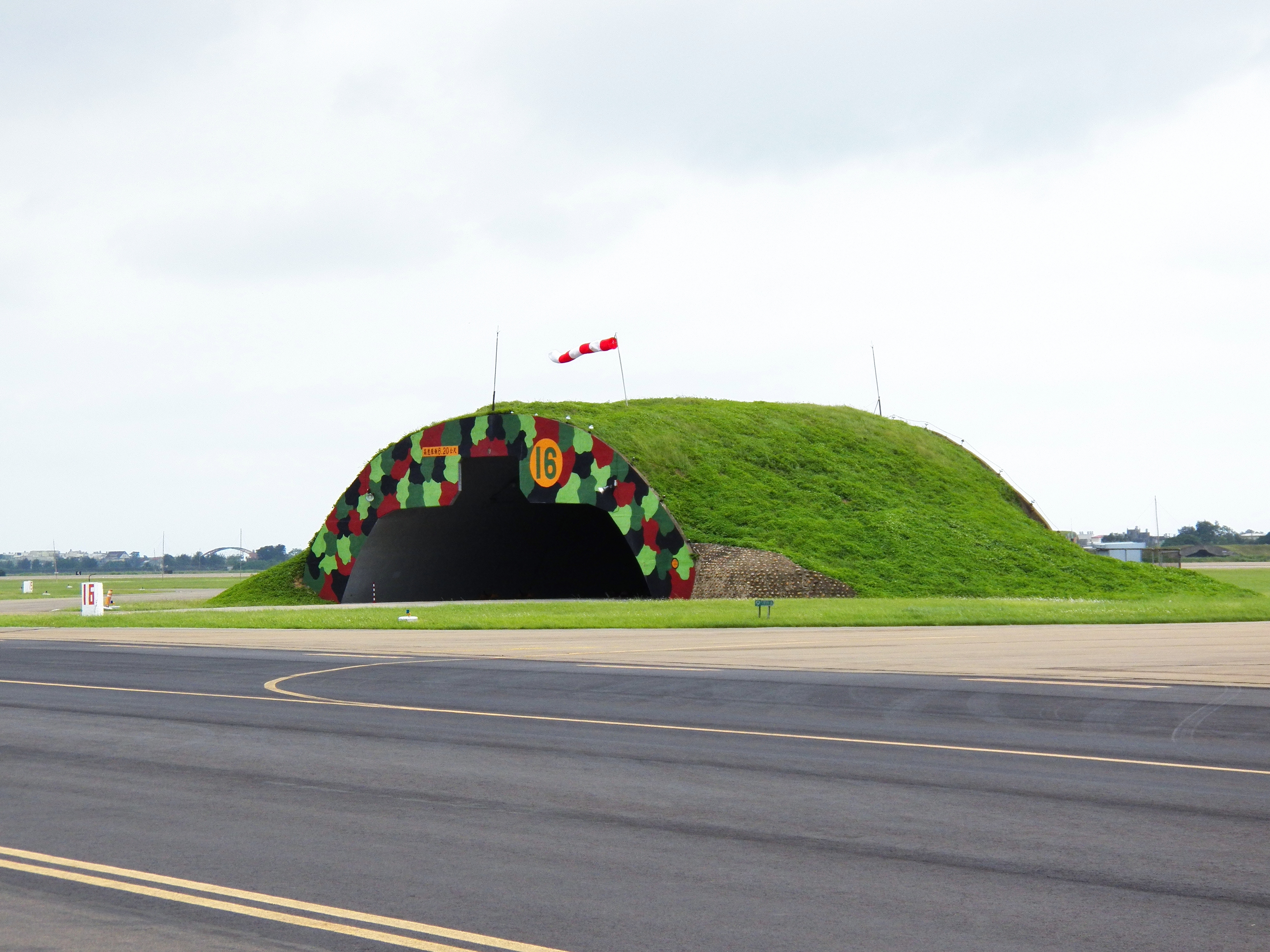
台湾空軍の掩体壕。芝生で偽装されている。

日本の周辺国においては、台湾空軍、韓国空軍及び在韓アメリカ軍戦闘機は、ほぼ完全に掩体運用を行っている。

### 日本
航空自衛隊の航空機用の掩体は主に戦闘機の防護を目的に設置される。なお掩体は、陸上自衛隊では「掩体」と漢字表記、航空自衛隊では行政文書上は「えん体」とひらがな漢字混じり表記、運用上は「シェルター」と呼ぶ。
航空自衛隊の戦闘機は全国の9基地に配置されているが、そのうち掩体は三沢基地（青森県）の2個飛行隊40機分、千歳基地（北海道）、小松基地（石川県）の1個飛行隊分20機分の設置に止まっている。これに加えて、上記3基地と百里基地（茨城県）、築城基地（福岡県）、新田原基地（宮崎県）、那覇基地（沖縄県）の計7基地には4機分のアラート待機（対領空侵犯措置）用掩体が設置されている。
このような航空自衛隊戦闘機の掩体不足の状態について一部の防衛関係者の間では、航空戦を戦う前に敵の先制攻撃により航空戦力が壊滅する『空自15分全滅説』がかなり以前から指摘されている。2020年8月25日、河野太郎防衛大臣は定例記者会見において、「航空自衛隊は掩体が不足しているため、敵からの攻撃に対して脆弱である」と述べた上で、空自15分全滅説との指摘に対しては、「指摘の内容は、まだ把握していない。なるべく脆弱性は対応する必要がある」としている。

## 日本における戦争遺跡としての事例
日本軍が第二次世界大戦中に構築した掩体壕が一部に残されている。これは、コンクリート製の大型構造物であり、取り壊しが困難であったために残されたものである。近年では戦争遺跡として保存措置が講じられているものもある。
第二次世界大戦時の日本軍は軍用機格納庫を兼ねた木造掩体壕のほか、爆風・破片除けの土堤のみで屋根（天井）が無い簡易な無蓋掩体壕も使用した。
旧日本軍では掩体壕の「壕」をしばしば省略して「掩体」と呼んだ。
- 栃木県農業大学校（宇都宮市）敷地内に陸軍宇都宮飛行場のものが2基。同じく栃木県大田原市にあるゴルフ場（那須野ヶ原CC）内に金丸原飛行場のものが1基残る。
- 1939年（昭和14年）に開設された調布飛行場（東京都）の周辺に現在も遺構的に残存しており、飛行場に隣接する武蔵野の森公園ではフェンス越しに見学が可能。また、府中市白糸台の掩体壕も整備されており、フェンス越しに見学が可能。府中市が指定文化財（史跡）に指定。
- 千葉県茂原市には現在も10基の掩体壕が残っており、そのうちの最大の大きさを持つ1基は茂原市の文化財に指定[9]。
- 海上自衛隊館山航空基地（千葉県館山市）の近傍に日本海軍洲ノ崎航空隊の掩体壕が1基ある。また、その近隣に零戦の試験射撃場跡があり、7.7mm機関銃弾の弾痕が残されている。
- 柏陸軍飛行場跡（千葉県柏市）の東側誘導路に沿って、6基の無蓋掩体壕が現存することが確認され、市民団体が柏市長などに調査、保存のための要望書を2009年10月5日に提出した。
- 千葉県印西市には印旛陸軍飛行場関連の無蓋掩体壕が、1982年の時点で36基残っていたが、2009年時点では1基がほぼ完全に残っているのが確認されているのみ。
- 千葉県の海軍香取航空基地跡地の北西角付近の北側田圃内（匝瑳市春海）に航空機用有蓋掩体壕が2基、同南東角の東側、鎌数伊勢大神宮（旭市鎌数）の駐車場脇に大型機用有蓋掩体壕がある（いずれも個人所有地内）。
- 旧下館飛行場（茨城県筑西市）南西角付近には、無蓋掩体壕3基と（北側の土盛りが残っている）半壊した1基が残存している。
- 神奈川県横浜市金沢区に所在する野島には、1945年（昭和20年）に旧日本海軍が建設した「野島掩体壕」が存在する。横須賀海軍航空隊基地の航空機群を退避させるために造られたもので、野島山の山体を貫通し、入口の幅約20 m、高さ約7 m、全長260 mを測り、現存する遺構としては日本最大級とされる[10]。
- 航空自衛隊岐阜基地（各務原市）近くの前度地区の不動山には、岩盤をくりぬいて作られた掩体壕があり、その周辺にも2基残っている。
- 前浜掩体群。高知空港近くの南国市に7基残されている[11][12]。南国市が史跡に指定し、掩体壕について説明する看板を設置。
- 愛媛県松山空港の近傍には3基残されている。
- 福岡県行橋市稲童には、福岡県指定文化財（史跡）となった「海軍築城航空基地稲童掩体（稲童1号掩体壕）」がある。築城海軍航空隊基地が1944年（昭和19年）8月に建設され、鉄筋コンクリート造の有蓋掩体壕で、入口は幅26.8m・高さ5.5m、奥行きは23.5mを測る。
- 旧熊本空港の近傍には数基残されている。
- 大分県宇佐市にはかつて宇佐海軍航空隊があり、そのうちの1つ「城井1号掩体壕」が宇佐市によって保存整備されている。
- 宮崎県の宮崎空港滑走路西側に戦闘機用の掩体壕が、また、宮崎空港南西の宮崎南バイパスから本郷中学校付近には爆撃機用の掩体壕がそれぞれ複数残されている。
- 鹿児島県の鹿屋航空基地内にも掩体壕が残されている。この壕は現在使用されていない。

- 鹿児島県出水市の出水海軍航空隊跡に掩体壕が3基残っている。
- 喜界島（鹿児島県大島郡喜界町）中里に第二次世界大戦で海軍特攻隊の中継基地で整備に使われていた1基が残っている。
- 韓国済州島南西部の大静洞には、日本海軍が日中戦争当時に建設した飛行場の跡に掩体壕が約20基残っている。済州特別自治道によって文化財指定される予定である。
- 八尾空港（大阪府八尾市）東方の畑の中に1基残っており、農機具などの倉庫として活用されている。
- 滋賀県東近江市には、かつて陸軍八日市飛行場があり、2000-01年の調査によると飛行場跡周辺にはコンクリート製の有蓋掩体壕が2基、無蓋掩体壕が10基、合計12基の現存が確認されている。
- 台湾の宜蘭県員山にある員山機堡（員山神風特攻隊基地）には3基残っている。そのうち1基は、員山旅遊服務中心として利用されており、当時の写真などの資料が展示されている。

その他にも、倉庫として使用されている例があり、例えば、米子空港（航空自衛隊美保基地）構内とその近傍には数基残っているが、一部は地元の農家が農機具・肥料倉庫として活用している。

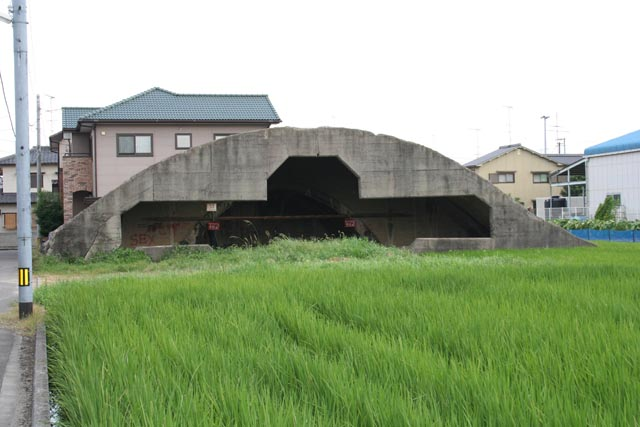
愛媛県松山空港近くの日本軍掩体壕。周囲には民家が建ち並ぶ。
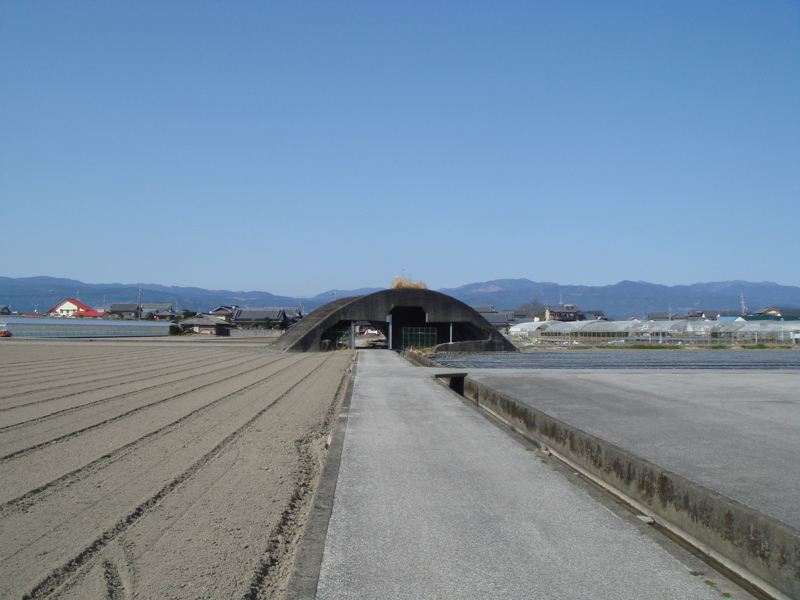
高知県南国市郊外の前浜掩体群の1基。
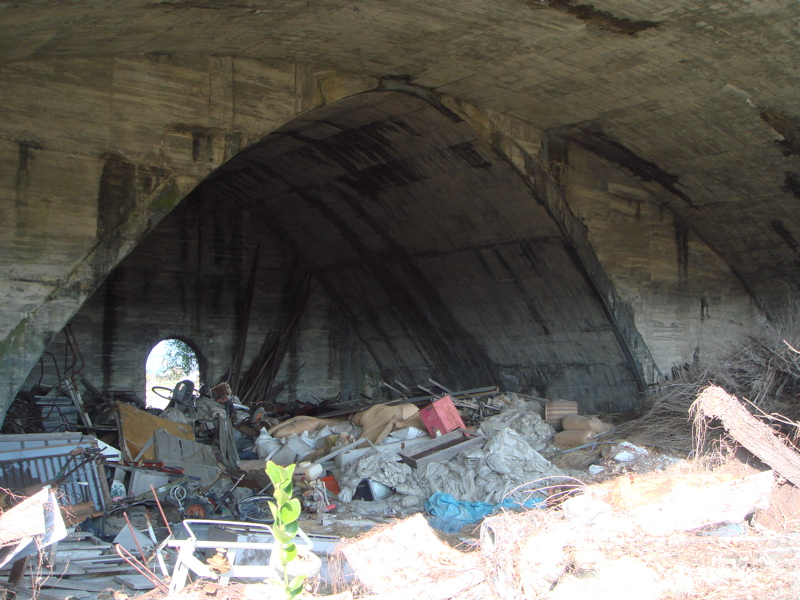
高知県南国市郊外の前浜掩体群の1基。ゴミ捨て場・物置と成り果てている。
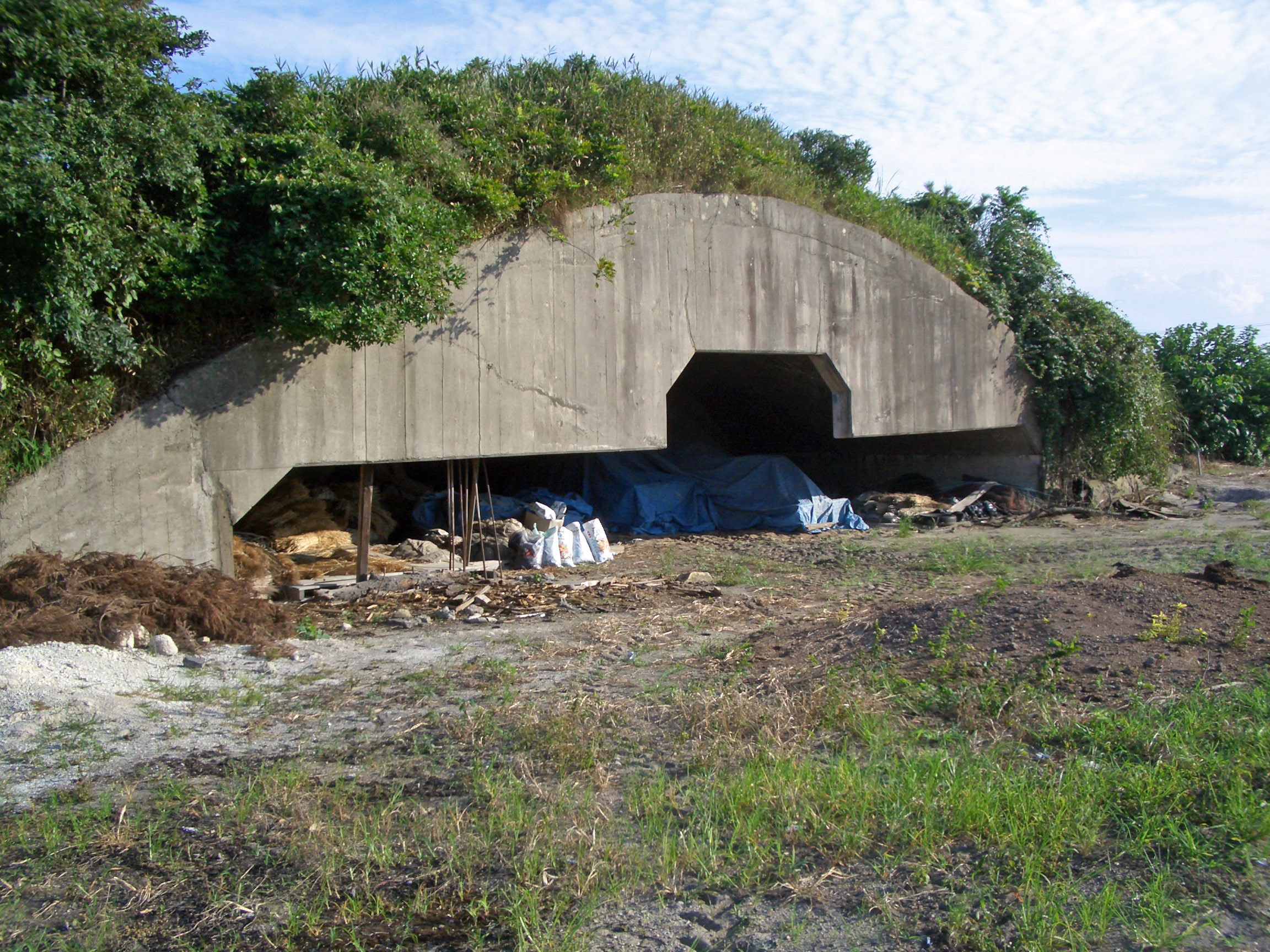
米子空港近くの掩体壕。倉庫として利用されている。